# Collision (Izgubljeni)
"Collision" je 33. epizoda televizijske serije Izgubljeni i osma epizoda druge sezone serije. Epizodu je režirao Stephen Williams, a napisali su je Javier Grillo-Marxuach i Leonard Dick. Prvi put je emitirana 23. studenog 2005. godine na televizijskoj mreži ABC. Glavni lik radnje epizode je Ana Lucia Cortez.

## Radnja

### Prije otoka
Ana Lucia je policajka koja radi u Los Angelesu, a na koju je pucao provalnik. Nakon oporavka, Ana ima problema boreći se sa stresom koji donosi posao. Nakon što sazna da je čovjek koji ju je upucao, Jason McCormick, uhićen i da je priznao zločin, sve što ona treba napraviti jest identificirati ga, ali ona to ne učini i on biva pušten na slobodu. Ubrzo potom Ana ga prati i suoči se s njim na praznom parkiralištu. Prozove njegovo ime, a on ju zbunjeno upita da li se njih dvoje od ranije poznaju nakon čega mu ona saopći da je u trenutku nesreće bila trudna te ga upuca s par metaka u prsa, a nakon toga mu se približi i još ga s nekoliko metaka pogodi u glavu.

### Na otoku
Nakon što shvati da je Ana Lucia bila ta koja je ubila Shannon, Sayid u nju uperi pištolj, ali ga Eko napadne. Tijekom njihove borbe, Ana Lucia baca u nesvijest Sayida te zatim prisiljava Libby da ga zaveže za drvo koristeći lijane sa Sawyerovih nosila. Eko nakon toga odnese Sawyera glavnoj grupi preživjeli kako bi mu tamo pomogli.
Kada ostali preživjeli iz repa aviona prisile Anu Luciju da im kaže što namjerava napraviti, ona im kaže da Michael treba otići u kamp i vratiti se s oružjem, odjećom i nešto hrane za nju koja namjeravam sama započeti život na otoku.
Za to vrijeme u oknu, nakon što je uspio sniziti Sawyerovu temperaturu, Jack ga pokušava nagovoriti da proguta lijekove. Kada to ne uspije, Kate se ponudi za pomoć. Ona zagrli Sawyera i šapće mu u uho govoreći mu da mora uzeti lijekove kako bi mu bilo bolje. Sawyer nakon toga to i učini. Kada Jack i Locke saznaju što se dogodilo sa Shannon i Sayidom, oni ljutito od Ekoa zatraže da im kaže lokaciju gdje se nalaze ostali, ali Eko to odbija govoreći da je Ana Lucija pogriješila (u tom trenutku Jack se sjeti da ju je već ranije upoznao prije ukcravanja na kobni let). Michael se vraća i kaže ostalima zbog čega ga je Ana Lucija poslala, a nakon toga Eko odluči povesti sa sobom jedino Jacka pod uvjetom da on ne nosi nikakvo oružje sa sobom. 
Kada Libby i Bernard ostave Anu Luciju i krenu za Jinom do kampa, ona započne ispitivati Sayida pitajući ga naizgled čudna pitanja poput onoga ima li on djecu ili ne. On ju upita namjerava li ga ubiti i također joj napominje da bi možda to i trebala učiniti. Ana mu tada ispriča sve o svojoj nesreći i činjenici da je u trenutku nesreće mislila da je mrtva te da se od tada ionako osjeća mrtvom. Kada ju Sayid upita što se dogodilo s čovjekom koji je u nju pucao, ona mu odgovara da se nije dogodilo ništa, da nikad nije pronađen. Uskoro oslobađa Sayida uz pomoć Ekove mačete, spušta oružje i izaziva Sayida da se osveti. On to odbija učiniti uz rečenicu: "Kakve koristi bih ja imao od toga da te ubijem, kad smo već oboje ionako mrtvi?" te odlazi do tijela Shannon.
U konačnici preostali preživjeli iz repa aviona i Jin dođu do kampa gdje se konačno susretnu Bernard i Rose kao i Jin i Sun. Epizoda završava sa Sayidom koji odnosi tijelo Shannon do kampa, a Ana Lucia i Jack - dvoje vođa dvije različite skupine preživjelih - susreću se licem u lice prvi puta nakon nesreće.

## Razvoj
U prvim epizodama u kojima se pojavljuje, Ana Lucia prikazana je kao vrlo jak karakter pa su flashbackovi ove epizode u kojoj se otkriva da je izgubila bebu upotrebljeni kako bi prikazali njezinu nježniju stranu. Glumci L. Scott Caldwell i Sam Anderson, koji u seriji tumače likove Rose i Bernarda, namjerno se nisu susreli tijekom snimanja serije sve do scene kada se njihovi likovi prvi puta susretnu nakon nesreće, kako bi cijelu scenu učinili što autentičnijom. Glumica Maggie Grace (Shannon) od ove epizode nadalje više se ne nalazi pod glavnim ulogama i do kraja serije se navodi kao "posebni glumac gost".

## Gledanost
Epizodu Collision gledalo je 19,29 milijuna ljudi u SAD-u tijekom originalnog emitiranja.

## Vanjske poveznice
- "Collision" at ABC